# Petra Marklund
Petra Linnea Paula Marklund (* 12. září 1984, Stockholm), dříve vystupující pod pseudonymem September, je švédská dance-popová zpěvačka.

## Život
Marklund se narodila ve Stockholmu ve Švédsku slovinské matce, která měla hudební vzdělání a dokonce se zúčastnila slovinské hudební soutěže, a švédskému otci, který je profesorem vesmírné fyziky. Její sestra je módní návrhářka. Když byla Marklund malá, její rodina jí říkala „September child“, odtud pochází její umělecké jméno. Marklund začala nahrávat hudbu ve studiích ve 12 letech, ale komerčně vydala materiál až později, v 17 zpívala v rockové skupině.

## Kariéra

### Petra Markuld (debut)
Než začala vystupovat pod jménem September, nahrála Petra album Teen Queen. Album vyšlo ve Švédsku roku 2000. V této době byl žánr alb Petry Marklund poněkud odlišný od budoucích počinů již pod jménem September.

### September (debut)
V roce 2003, ve svých 18 letech, vydala ve Švédsku 1. hit s názvem La La La (Never give up). Následovala píseň We can do it, která se jako její druhý singl dostala do Top 10. 11. února 2004 poté vyšlo její debutové album September. Spolu s ním vyšel 3. singl September all over, který si držel 8. místo v hitparádách.

### In Orbit (druhé studiové album)
Poté, co se September uchýlila do ústraní, se po nějaké době vrátila s písní Satellites. Ta byla 1. singlem z nového alba In Orbit, které bylo vydané 26. října 2005. Satellites se stal jedním z jejích největších hitů a dodnes si drží 139. pozici ve Swedish Alltime Bestperforming Singles Chart ("Švédská hitparáda nejlepších singlů všech dob"). Následovaly další singly z alba: Looking for Love, Flowers on the Grave, It Doesn't Matter a Cry for You (který je považovaný za její prozatímní největší světový hit).
V Polsku vyšlo album In Orbit jako speciální edice s novými remixy písní a s DVD s videoklipy k albu. CD se stalo velice dobře hodnoceným a v prodejním žebříčku se dva týdny drželo na desátém místě, načež bylo oceněno jako Zlatá deska (bylo prodáno přes 10,000 kopií).

### Dancing Shoes (třetí studiové album)
September vydala 20. června 2007 ve Švédsku nový hit nazvaný Can't Get Over. Ten následoval po vydání třetí desky Dancing shoes. Album dosáhlo na 12. příčku Švédské hitparády což byl do té doby největší úspěch. Druhý singl z alba, který byl vydán, nesl název Until I Die. Píseň se dostala na 10. místo prodejnosti na Švédském iTunes store. Until I Die otevíral Švédské hitparády na 5. místě (a to v listopadu) a opustil je po čtyřech neméně úspěšných týdnech.
Marklund první singl z Dancing Shoes, Can't Get Over vyšel na Americkém iTunes 27. listopadu, 2007. V Nizozemsku byl 1. singl z alba Dancing Shoes hit Cry for You. Ten se udržel v Holandských hitparádách na 4. místě mezi Top 40. Zatímco druhý singl Can't Get Over byl v Holandsku na 35. místě v singlové hitparádě, tak 3. singl Until I Die byl v hitparádách už na 91. místě.
14. dubna 2008 vydala September svůj druhý singl pro Britské ostrovy Cry for You, singl byl zremixován a videoklip znovu zfilmován. Nakonec se píseň dostala na 5. příčku Britské singlové hitparády.
September vydala svůj 11. singl Because I Love You 19. listopadu 2008. Týden předtím vyšlo její 3. výběrové album September – Gold.

### Cry For You – Album
9. března 2009 vydala September 3. singl pro Britské ostrovy Can't Get Over; který byl nově namixován a bylo natočeno nové video. Singl byl též re-revydán v Nizozemsku. Píseň se zařadila na 14. příčku v Britské hitparádě.
September také nahrála novou píseň Leave It All Behind. V létě 2009 si September pořídila rezidenci v Británii, aby propagovala svoje nové album.
Debutové album September v Británii vyšlo 3. září 2009. Album bylo nazváno Cry for you – obsahuje jak nové materiály, tak věci z předešlých alb a přepracované verze.

### Spolupráce na jiných projektech
September nazpívala píseň Breathe pro německý elektronický projekt Schiller. V Makedonii se tento hit umístil na 1. místě v Top 20.

### September v Česku
15. května 2009 pokřtila zpěvačka September své album Dancing shoes v Chrudimském klubu Total Inferno.

## Diskografie
Studiová alba
September
- September (2004)
- In Orbit (2005)
- Dancing Shoes (2007)
- Love CPR (2011)

Petra Marklund
- Teen Queen (1999)
- Inferno (2012)
- Ensam inte stark (2015)
- Frimärken (2021)